# Monster (wezen)

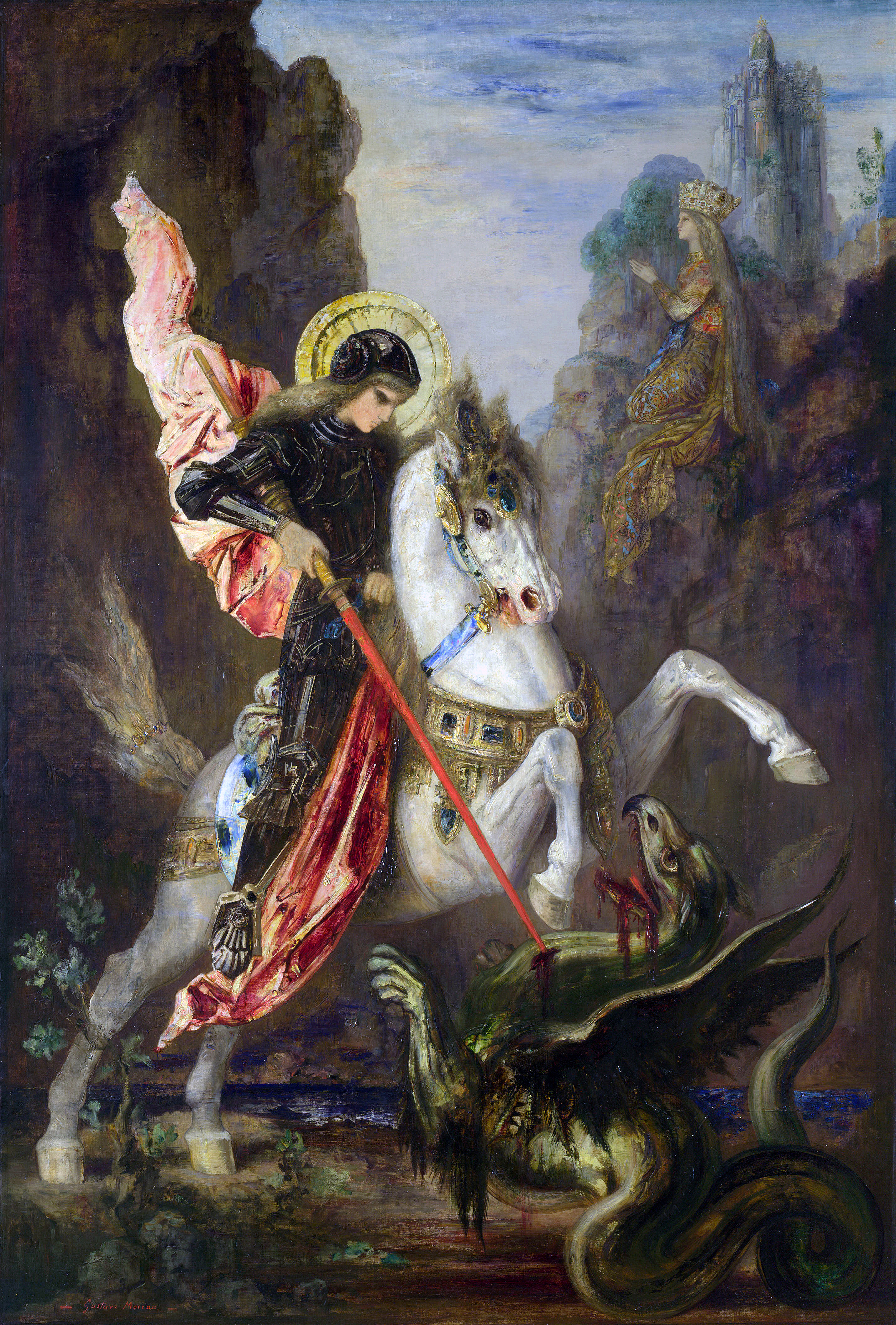
Sint Joris met de draak, geschilderd door Gustave Moreau, 1880

Een monster is een algemene benaming voor een gevaarlijk of wanstaltig uitziend wezen. Het kan zowel slaan op een mythisch wezen als op een gevaarlijk bestaand dier en, overdrachtelijk, op een onmens of een mutant. Het woord is afkomstig van het Latijnse monstrum, dat weer afgeleid is van monere (waarschuwen).

## Monsters als fabelwezens
In de oudheid kende men reeds veel soorten monsters, zoals de Medusa en de Slang van Lerna. De middeleeuwen kenden de opkomst van de draak en de basilisk, monsters die sterk op bestaande dieren waren geïnspireerd en geacht werden door de duivel geschapen te zijn. Verhalen van reizigers uit de late middeleeuwen en de renaissance waren dikwijls doorspekt met monsters, die zich onder andere in zee ophielden, zoals de Kraken en het Monster van Loch Ness.

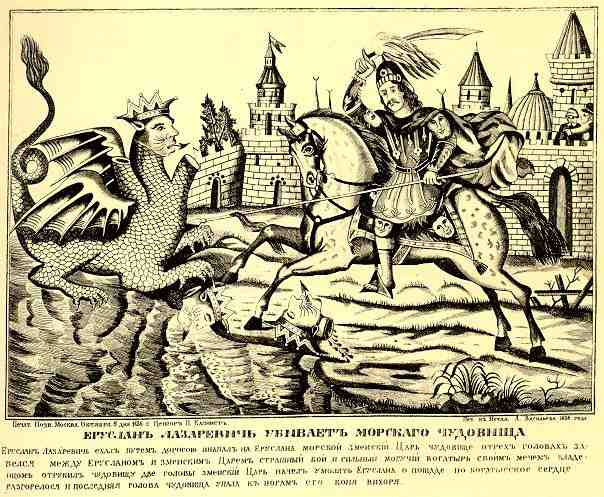
Eruslan Lazarevich vecht tegen een zeemonster

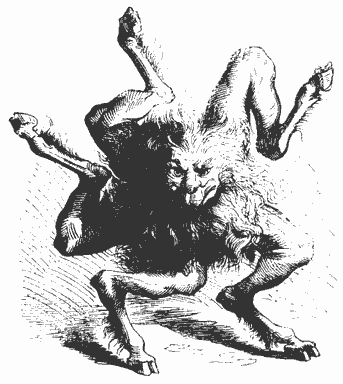
Monster.

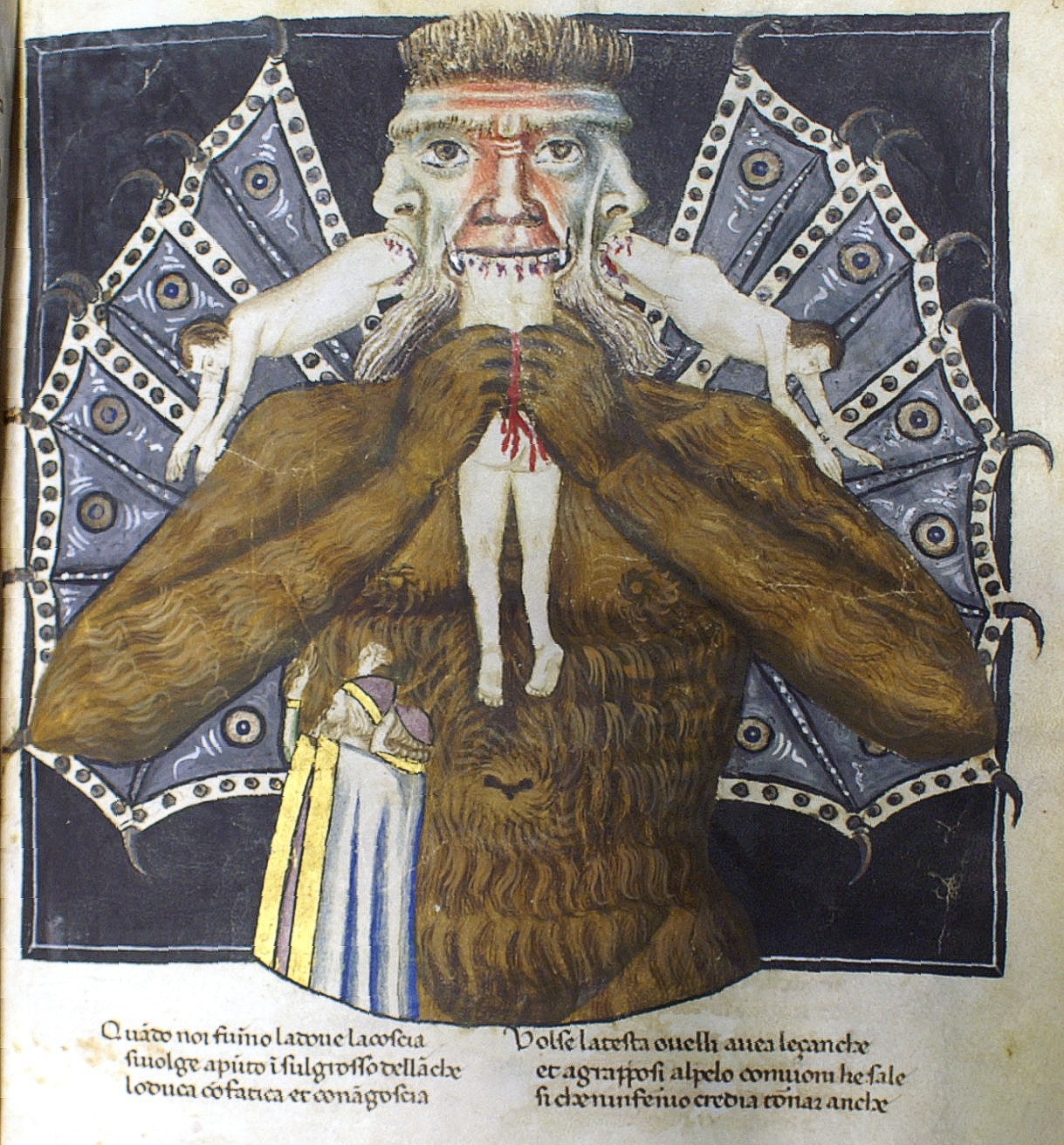
Monster (14e eeuw).

In de negentiende eeuw kwam de griezelliteratuur op, waarin geregeld monsters voorkwamen, zoals de mens/ het monster van Frankenstein en Dr. Jekyll and Mr. Hyde. Gustav Meyrinks boek Der Golem, gebaseerd op een oude Joodse legende, bracht het monster zelfs in de experimentele literatuur.
Monsters zijn ook zeer populair als personages in films. Met eenvoudige trucs kon het vroege bioscooppubliek een heel angstaanjagende voorstelling van een monster voorgeschoteld worden. Zo kwam de ene na de andere Frankenstein-verfilming uit en werd ook Der Golem verfilmd. De bekendste monsterfilm uit de vroege jaren van de film is King Kong (1933). Na de Tweede Wereldoorlog werd uitgebreid op deze trend voortgeborduurd, steeds met nieuwe technische middelen die de monsters weer echter en angstaanjagender maakten. Er kwam een duidelijke scheiding tussen de goedkope griezelfilm waarin het monster uit het niets lijkt te komen en de sciencefictionachtige film, waarin het monster vaak een mislukt experiment is. Voorbeeld uit dat laatste genre is Jurassic Park, waarin dinosaurussen tot leven worden gewekt.
Ook in de heavy metal verwijst men geregeld naar monsters. De Finse band Lordi, winnaar van het Eurovisiesongfestival 2006, treedt altijd op in monsterlijke kostuums en met dito maskers, die ze zelfs voor interviews niet afzetten.
Af en toe wordt het monster vriendelijker of beter van karakter afgeschilderd. Het bekendste voorbeeld is het kinderprogramma Sesamstraat, waar men pluizige en ongevaarlijke monsters zoals Koekiemonster, Oscar Mopperkont en Elmo in aantreft.

## Monsters als werkelijk bestaande dieren
Soms worden grote, gevaarlijke dieren als monster aangeduid; dit doet bijvoorbeeld Herman Melville in zijn Moby Dick met een potvis. Ook een komodovaraan valt dit lot weleens ten deel. Een dier waarvan de naam indiceert dat het een monster is, is het gilamonster. In werkelijkheid betreft het hier echter een hagedis.
Een mutant, zeker een van een mens, kan de gemiddelde mens ook zeer veel schrik inboezemen. De term monster kan daarom ook gebruikt worden om op een beledigende manier te verwijzen naar personen met bijvoorbeeld extreem veel lichaamsbeharing of lichamelijke vergroeiingen. Ook wordt personen met een bloeddorstig karakter of sadistische trekken soms de term monster toegewezen.